# Ипсвич
Ипсвич (енгл. Ipswich) је град у Уједињеном Краљевству у Енглеској. Према процени из 2007. у граду је живело 146.110 становника.

## Становништво
Према процени, у граду је 2008. живело 146.110 становника.
| 1981.   | 1991.   | 2001.   |
| ------- | ------- | ------- |
| 129,661 | 130,157 | 138,718 |